# Герб комуни Тідагольм
Герб комуни Тідагольм (швед. Tidaholms kommunvapen) — символ шведської адміністративно-територіальної одиниці місцевого самоврядування комуни Тідагольм.

## Історія
Герб було розроблено для міста Тідагольм. Отримав королівське затвердження 1910 року.
Після адміністративно-територіальної реформи, проведеної у Швеції на початку 1970-х років, муніципальні герби стали використовуватися лишень комунами. Цей герб був перебраний для нової комуни Тідагольм.
Герб комуни офіційно зареєстровано 1974 року.

## Опис (блазон)
У срібному полі виходить синя гора з червоним вогняним полум'ям, у синій главі срібна сова, обабіч якої по такому ж зубчастому колесу.

## Зміст
Сова походить з герба родини фон Ессен. Гора з червоним вогняним полум'ям символізує сірникову фабрику «Вулкан». Зубчасті колеса уособлюють промисловість.